# La Chapelle-Gauthier (Eure)
La Chapelle-Gauthier è un comune francese di 392 abitanti situato nel dipartimento dell'Eure nella regione della Normandia.

## Storia
Il villaggio nel XVI secolo diede il nome alla Jacquerie des gautiers, un celebre episodio delle guerre di religione in Francia. La rivolta, con forti connotazioni antigabellari, avrebbe avuto origine dalla violenza di un soldato nei confronti di una donna del posto.
Al culmine della protesta, 16.000 uomini si unirono contro il governo centrale, sotto la guida della Lega cattolica; nel 1589 si scontrarono con le truppe reali di Francesco di Montpensier, da cui furono pesantemente sconfitti.

## Società

### Evoluzione demografica
Abitanti censiti